# Low-Hörnchen
Das Low-Hörnchen (Sundasciurus lowii) ist eine Hörnchenart aus der Gattung der Sunda-Baumhörnchen (Sundasciurus). Es kommt in Südostasien auf der Insel Borneo sowie einigen kleineren umgebenden Inseln vor.

## Merkmale
Das Low-Hörnchen erreicht eine Kopf-Rumpf-Länge von etwa 12,7 bis 16,9 Zentimetern bei einem Gewicht von etwa 60 bis 125 Gramm. Der Schwanz ist deutlich kürzer als der restliche Körper und hat eine Länge von 53 bis 76 % der Kopf-Rumpf-Länge. Die Rückenfarbe der Tiere ist einheitlich braun und gesprenkelt. Die Bauchseite ist cremeweiß, teilweise mit rötlichem Einschlag. Um die Augen befindet sich ein rotbrauner Ring, der jedoch teilweise nur undeutlich ausgeprägt ist.
Vom Sunda-Schlankhörnchen (Sundasciurus tenuis), das in weiten Teilen des Verbreitungsgebietes sympatrisch vorkommt, unterscheidet sich das Low-Hörnchen vor allem durch den kürzeren und buschigen Schwanz sowie durch die cremeweiße Bauchfärbung.

## Verbreitung
Das Low-Hörnchen kommt in Südostasien auf der Insel Borneo ebenso wie auf einigen kleineren umgebenden Inseln vor. Sie lebt dort sowohl im indonesischen Teil Kalimantan wie auch in den malaysischen Bundesstaaten Sabah und Sarawak und dem Sultanat Brunei. Das Hörnchen kommt meist unterhalb von 900 Metern vor, kann in den Kelabit-Bergen in Sarawak aber auch bis 1400 Meter Höhe vorkommen.

## Lebensweise
Das Low-Hörnchen lebt in primären und sekundären Wäldern, die vor allem von den in Südostasien häufigen Zweiflügelfruchtbäumen geprägt sind. Es lebt vor allem im Unterwuchs mit zahlreichen, am Boden liegenden Ästen und in den Gebüschen der Wälder und begibt sich nur selten in größere Höhen.
Das Hörnchen ist tagaktiv und häufig am frühen Morgen und am Nachmittag anzutreffen. Es ernährt sich überwiegend von Rinden, hinzu kommen Früchte, Pilze und Insekten. Die Nahrungssuche findet in Bodennähe an stehenden und liegenden Bäumen sowie auf dem Erdboden statt. Es baut Nester aus Pflanzenfasern und Blättern in Baumhöhlen, in Baumstümpfen oder am Boden sowie seltener in höheren Bereichen, die denen des Tana (Tupaia tana), einem Spitzhörnchen auf Sumatra und Borneo, ähneln. Die Weibchen bekommen pro Wurf zwei bis drei Junge.

## Systematik
Das Low-Hörnchen wird als eigenständige Art innerhalb der Gattung der Sunda-Baumhörnchen (Sundasciurus) eingeordnet, die aus fünfzehn bis siebzehn Arten besteht. Die wissenschaftliche Erstbeschreibung stammt von Oldfield Thomas aus dem Jahr 1892, der die Art anhand von Individuen aus Sarawak auf Borneo beschrieb. Die Art enthielt zeitweise auch das mittlerweile eigenständige Mentawai-Baumhörnchen (Sundasciurus fraterculus), das Robinson-Hörnchen (S. robinsoni) und das Natuna-Hörnchen (S. natunensis).
Innerhalb der Art werden gemeinsam mit der Nominatform drei Unterarten unterschieden:
- Sundasciurus l. lowii: Nominatform; Es lebt auf Borneo und entspricht der Beschreibung für die Art.
- Sundasciurus l. bangueyae: lebt auf der Pulau Banggi vor der Nordspitze Borneos. Die Rückenfärbung ist dunkel-olivgrün bis -braun.
- Sundasciurus l. lingungensis: lebt auf den Inseln Bunguran, Lingung und Laut, die zu den nördlichen Natuna-Inseln gehören.

Von den fünf weiteren bei Thorington (2012) und Wilson & Reeder (2005) gelisteten Unterarten sind Sundasciurus natunensis und Sundasciurus robinsoni Mitte 2020 zu eigenständigen Arten erklärt worden, Sundasciurus l. balae kam als Unterart zu S. robinsoni, S. l. humilis wurde mit S. r. balae synonymisiert und S. l. seimundi wurde mit S. r. robinsoni synonymisiert.

## Status, Bedrohung und Schutz
Das Low-Hörnchen wird von der International Union for Conservation of Nature and Natural Resources (IUCN) als nicht gefährdet (Least concern) gelistet. Begründet wird dies durch das große Verbreitungsgebiet und das häufige Vorkommen sowie die Anpassungsfähigkeit an veränderte und sekundäre Lebensraumbedingungen. Bestandsbedrohende Gefahren sind nicht bekannt.

## Belege
1. 1 2 3 4 5  Arlo Hinckley, Melissa T. R. Hawkins, Anang S. Achmadi, Jesús E. Maldonado and Jennifer A. Leonard. 2020. Ancient Divergence Driven by Geographic Isolation and Ecological Adaptation in Forest Dependent Sundaland Tree Squirrels. Front. Ecol. Evol. DOI: 10.3389/fevo.2020.00208
2. 1 2 3 4 5 6  Richard W. Thorington Jr., John L. Koprowski, Michael A. Steele: Squirrels of the World. Johns Hopkins University Press, Baltimore MD 2012; S. 188–189. ISBN 978-1-4214-0469-1
3. 1 2 3 4  Sundasciurus lowii in der Roten Liste gefährdeter Arten der IUCN 2014.3. Eingestellt von: J.W. Duckworth, E. Meijaard, K.H. Han, 2008. Abgerufen am 5. März 2015.
4. 1 2 3 4  Sundasciurus lowii In: Don E. Wilson, DeeAnn M. Reeder (Hrsg.): Mammal Species of the World. A taxonomic and geographic Reference. 2 Bände. 3. Auflage. Johns Hopkins University Press, Baltimore MD 2005, ISBN 0-8018-8221-4.